# عتيقة كروية سامة
عتيقة كروية سامة (الاسم العلمي:Archaeoglobus veneficus) هي نوع من العتائق تتبع جنس العتيقة الكروية من فصيلة العتيقية الكروية.